# Huỳnh Công Tấn
Lĩnh binh Tấn (1837 –1874), tên thật là Huỳnh Tấn, hay Huỳnh Văn Tấn, Huỳnh Công Tấn, là một cộng sự đắc lực của thực dân Pháp trong việc đàn áp các cuộc khởi nghĩa của nông dân vào những năm gần cuối thế kỷ 19 tại Nam Kỳ, Việt Nam.

## Cuộc đời
Huỳnh Tấn là người thôn An Long (Yên Luông nhị thôn), huyện Tân Hòa, trước thuộc tỉnh Định Tường. Từ thời Pháp thuộc, vùng đất này chính thức gọi là tỉnh Gò Công, nay thuộc tỉnh Tiền Giang.
Căn cứ "hồ sơ Huỳnh Tấn số SL 2751" trong Văn khố Quốc gia, lúc đầu, Huỳnh Tấn là một nghĩa quân của thủ lĩnh Trương Định. Sau bị bắt rồi hàng Pháp từ nửa cuối năm 1862 . Chi tiết này cũng được chính Huỳnh Tấn kể lại với Paulin Vial trong thư ngày 31 tháng 7 năm 1869, khác với một số lời kể khác .
Về làm cộng sự cho Pháp, Huỳnh Tấn đã lập được một số công lao, đáng kể như: 
-Ngày 19 tháng 8 năm 1864, Huỳnh Tấn dẫn quân Pháp đến vây bắt Trương Định, khi vị thủ lĩnh này vừa thất thủ ở Gò Công rút quân về Kiểng Phước. Theo nhà sử học Phạm Văn Sơn thì Trương Định bị vây đánh tại "đám lá tối trời". Ông bị thương nặng, rồi dùng gươm tự sát tại Ao Dinh (Gò Công) vào hôm sau, đồng thời 28 nghĩa quân đi theo ông cũng đều bị bắn chết.
-Tháng 4 năm 1866, Huỳnh Tấn dẫn quân Pháp đi tấn công đồn Tả ở Đồng Tháp, khiến cho lực lượng của thủ lĩnh Võ Duy Dương bị thiệt hại nặng .
-Tháng 8 năm 1868, ông lại tham gia cuộc hành quân ra đảo Phú Quốc để truy bắt thủ lĩnh Nguyễn Trung Trực và đã thành công .
Tưởng thưởng công lao, thực dân Pháp ban cho Huỳnh Tấn huy chương "Bắc Đẩu Bội tinh", và dành cho ông chức Lãnh binh, "được dịch là Général, đứng đầu ngạch lính mã tà bản xứ. Chức tước này chỉ độc nhất dành riêng cho ông ta, sau đó không còn ai được mang nữa" .
Có chức quyền, Huỳnh Tấn tha hồ "chứa bạc, chiếm đất, bắt dân làm xâu...rồi nhập vào nhóm ăn chơi ở Sài Gòn, nuôi ngựa đua để cáp độ với đám chủ nhân ông mới".
Về sau, nhà văn Sơn Nam kể, Huỳnh Tấn bị người Pháp chán ngán vì lối làm việc luông tuồng, quê mùa, thất nhân tâm, lấn quyền...và ngây thơ đến mức dám chê bai, tố cáo lề lối cai trị của quan Tham biện Pháp ở hạt Bến Tre Palasme de Champeaux đến Giám đốc nha Nội vụ Pháp (Directeur de l'intérieur) Paulin Vial. Bởi vậy, viên Giám đốc Nội vụ phẫn nộ, trách mắng, tìm cách đổi ông về miền Đông Nam Kỳ, nhưng vào năm 1869, Hoàng Tấn lại được chút tín nhiệm nhờ qua Cần Giuộc bắt Phó đốc binh Bùi Duy Nhứt lúc bấy giờ đang chống Pháp.
Khi thời kỳ bắt giết bừa bãi đã qua, Pháp muốn chiêu an nên tìm cớ không dùng Huỳnh Tấn nữa. Pháp cho một tay sai khác là Huyện Vĩnh tố cáo ông về tội lạm quyền. Huỳnh Tấn tự bào chữa bằng các tố cáo lại sự lạm quyền của Huyện Vĩnh. Sau cùng, ông chết năm 37 tuổi vì bệnh trong chiếc "ghe hầu" (ghe nhà giàu có mui có buồng riêng) trên đường Gò Công, Sài Gòn.
Sau khi Huỳnh Tấn mất, viên Chủ tỉnh Pháp là E. Puech (1873 - 1874; kế nhiệm là E. Pourquier: 1874 - 1875) cho xây dựng "đài ghi công" ông tại tỉnh lỵ Gò Công (nay là thành phố Gò Công). Trên đó có khắc dòng chữ: "À la mémoire du Lanh binh Huỳnh Công Tấn, chevalier de la Légion d'honneur, tidèle serviteur de France". Nghĩa là: Kỷ niệm Huỳnh Công Tấn, Bắc Đẩu Bội tinh, công bộc trung thành của nước Pháp. Năm 1945, đài này bị người dân đập phá tan.

## Nhận xét
Hay tin ông mất, Tôn Thọ Tường là bạn đồng liêu, có cặp đối viếng: 
Phúc qưới thị thảng lai, oanh liệt hùng tâm khinh nhứt trịch,
Thinh danh ưng bất hủ, ức dương công luận phú thiên thu.
Tạm dịch:
Giàu sang ấy thoáng qua, lừng lẫy hùng tâm khinh một ném,
Tiếng tăm đành chẳng mục, chê khen công luận phú ngàn năm.
Kết án ông, trong bài Thơ chống Pháp và tay sai của một tác giả khuyết danh có câu:
Chó săn có lũ thằng Tường,
Thằng Tấn, thằng Lộc, thằng Phương một đoàn
Theo nhà văn Sơn Nam, thì: Huỳnh Tấn là người thất học, không tham vọng lớn, khả năng chỉ có giới hạn; nhưng Tấn vẫn trở nên giàu có nhờ tài tổ chức sòng bạc, chiếm đất, bắt dân làm xâu phục vụ cho việc làm ăn riêng tư của mình. Ngoài ra, khi lãnh trách nhiệm dọ thám cho người Pháp, Tấn biết lợi dụng địa vị này, để bắt hay tha người để trục lợi. Thực dân Pháp xài Tấn, chẳng qua để gìn giữ vùng Gò Công và Bến Tre là nơi Tấn từng lui tới, am hiểu nhân dân và địa thế...

## Thông tin thêm
Con trai Huỳnh Công Tấn là Huỳnh Công Miên, tức Hai Miên, ông này du học bên Pháp, về xứ lúc đầu theo Phủ Trần Bá Lộc, đánh dẹp phe "Văn Thân" ngoài Thuận Khánh. Sau này nghĩ sao không rõ mà không nhận chức gì, chỉ ngao du ăn xài theo bực công tử. Đi khắp Lục tỉnh, đi đến đâu, ưa đánh lộn bênh vực người mắc nạn, hết tiền vô quan Tây "mượn xài". Quan nể tình cũ ông cha, hằng trợ giúp và dầu phạm pháp cũng không bắt tội. Khi chết được đời nhắc tên trong "vè Cậu Hai Miêng" với danh từ ngộ nghĩnh là "lưu linh miễn tử" .
Trước năm 1975, ngôi mộ của Cậu Hai Miên nằm trong vuông đất ở đường Phát Diệm (Sài Gòn). Mộ bằng đá xanh, có dựng bia, nhưng vì lâu ngày đã bị rêu phong cỏ mọc, đọc không rõ .

## Sách tham khảo
- Vương Hồng Sển, Sài Gòn năm xưa. Nhà xuất bản Thành phố Hồ Chí Minh, 1991.
- Huỳnh Minh, Gò Công xưa. Nhà xuất bản Thanh Niên, 2001.
- Sơn Nam, Lịch sử khẩn hoang miền Nam, Nhà xuất bản Văn nghệ Thành phố Hồ Chí Minh, 1994.
- Phạm Văn Sơn, Việt sử tân biên, quyển 5, tập thượng, Sài Gòn, 1962
- Tạ Chí Đại Trường, Người lính thuộc địa Nam Kỳ (1861-1945). Nhà xuất bản Tri Thức và Nhã Nam xuất bản, 2011.
- Nhiều tác giả, Hỏi đáp cuộc khởi nghĩa Trương Định. Nhà xuất bản QĐND, 2008.